# کوه گویازان

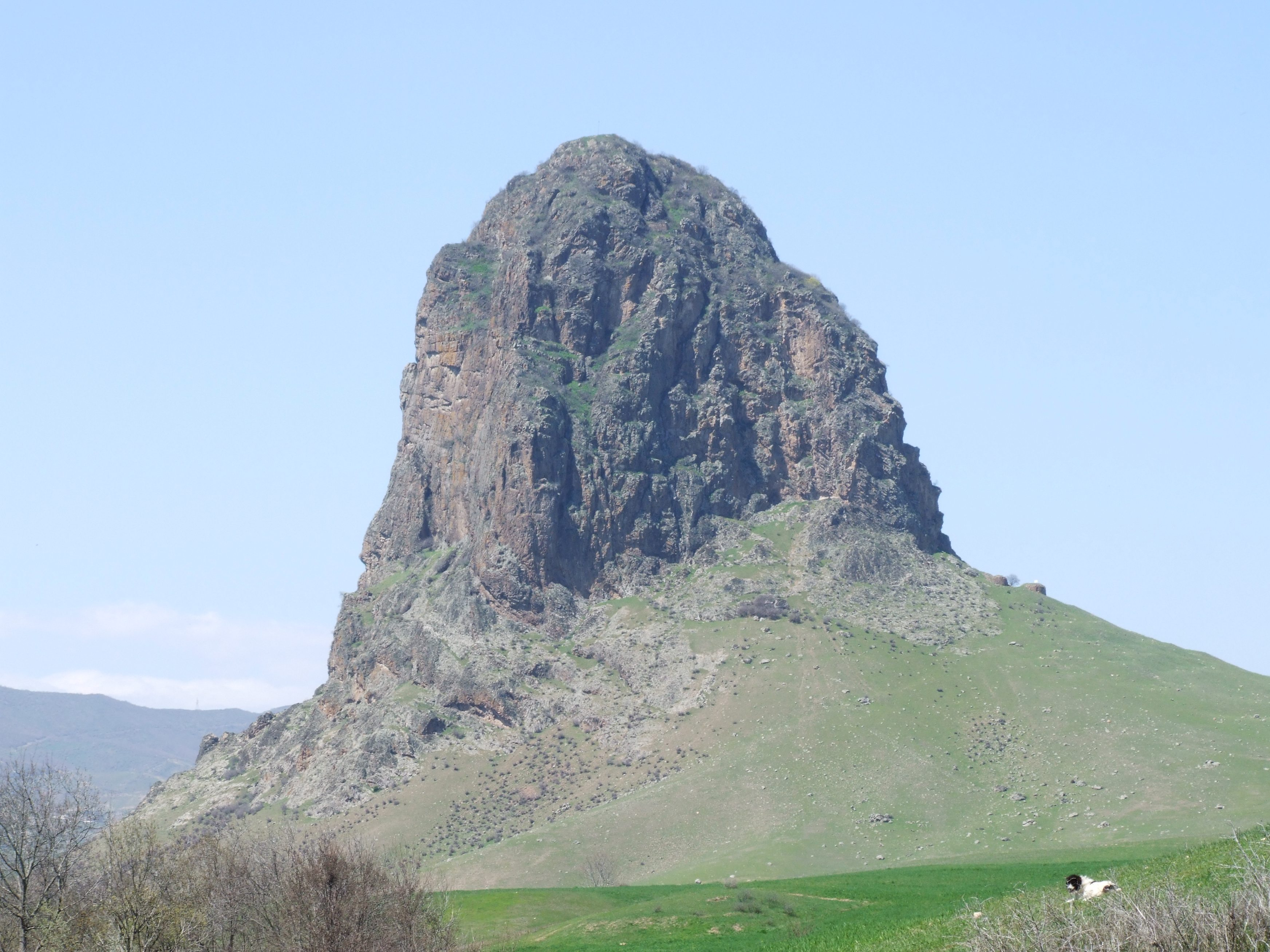
کوه گویازان

کوه گویازان (به ترکی آذربایجانی: Göyəzən) یک کوه در شمال‌غربی جمهوری آذربایجان واقع در شهرستان قزاق است. این کوه ۸۵۷٫۹ متر بالاتر از سطح دریا و در مجاورت روستاهای عباس بی‌لی و الپوت قرار گرفته‌است. ویرانه‌ها و بازمانده‌های قلعه گویازان از سده چهاردهم میلادی در نزدیکی این کوه یافت شده‌است.